# Leonora Carringtonová
Leonora Carringtonová (6. dubna 1917 Clayton-le-Woods, Anglie – 25. května 2011 Ciudad de México) byla anglicko-mexická malířka a spisovatelka, představitelka surrealismu.

## Život

### Dětství a mládí v Evropě
Její otec byl bohatým anglickým textilním průmyslníkem, matka byla Irka. Její dětství bylo prodchnuté kouzelnými příběhy z keltské mytologie a folklóru, které vyprávěla její irská matka, babička a chůva i knihami Lewise Carolla. V těchto fantastických příbězích o lidech, zvířatech a přírodě, kteří spolu žijí harmonicky jako spojené síly proti hrozbám nespravedlnosti a násilí, našla myšlenky, které hluboce ovlivnily zbytek jejího života. Od dětství byla obtížně zvladatelná, kvůli čemuž ji vyloučili ze dvou škol. Ukázalo se, že jediné vzdělání, proti němuž se nebude bouřit, je umělecké. Načas ji rodina poslala za tím účelem do Florencie. Roku 1935 navštěvovala uměleckou školu v Chelsea a pak přešla na akademii, kterou si v Londýně založil francouzský malíř Amédée Ozenfant. Zde studovala do roku 1938.
Brzy ji uchvátil surrealismus, zejména v podání německého umělce Maxe Ernsta. V roce 1936 Leonora viděla jeho dílo na Mezinárodní surrealistické výstavě v Londýně a v roce 1937 se s Ernstem osobně setkala na večírku. Přes velký věkový rozdíl mezi nimi vznikl vášnivý milostný vztah a odjeli spolu do Paříže, kde se Ernst okamžitě rozešel se svou dosavadní ženou.  Carringtonová byla uvedena mezi surrealisty a představena André Bretonovi, Yves Tanguymu, Leonoře Finiové a dalším. V roce 1938 se zúčastnila mezinárodní surrealistické výstavy v Paříži a Amsterodamu.  V roce 1938 opustili Paříž a usadili se v Saint Martin d'Ardèche v jižní Francii. Společně začali i tvořit, například vyzdobili svůj dům sochami zvířat. V roce 1939 namalovali vzájemně své portréty. Již o rok dříve namalovala v surrealistickém duchu svůj Autoportrét (Inn of the Dawn Hors), na němž se objevily symboly koně a hyeny, které se později často vyskytují v její další tvorbě. Z této doby pochází první literární práce Carringtonové, v nichž je patrný vliv surrealismu: Dům strachu (La Maison de la Peur,1938), Oválná dáma (The Oval Lady: Surreal Stories, 1938) a Debutantka (The Debutante), poprvé publikovaná v roce 1940.
Po vypuknutí druhé světové války byl Ernst, jakožto občan nepřátelského státu, zatčen. Na přímluvu Paula Éluarda a amerického novináře Variana Frye byl sice po pár týdnech propuštěn, ale poté, co Němci velmi snadno Francii v červnu 1940 dobyli, byl Ernst zatčen znovu, tentokrát gestapem. Nacisté jeho umění považovali za zvrhlé. Carringtonová s pomocí přátel uprchla do Španělska. (Ernstovi se nakonec podařilo z vězení uniknout a utéct do Ameriky, zejména s pomocí Peggy Guggenheimové, velké milovnice umění, kterou si v roce 1941 i vzal. Ernst a Carringtonová už se k sobě nikdy nevrátili).
Carringtonová pod dojmem událostí začala mít vážnější psychické problémy a na britském velvyslanectví v Madridu se zhroutila. Byla hospitalizována v psychiatrické léčebně. Po propuštění do domácí péče ji rodiče chtěli poslat na léčení do sanatoria v Jižní Africe. Po cestě se jí podařilo v Lisabonu uprchnout a hledala útočiště na mexickém velvyslanectví. Své zkušenosti z pobytu na psychiatrii vyjádřila v obrazech, například Mapa dole (Map of Down Below, 1940) nebo Portrét Dr. Moralese a později v románu Down Below (Dole a níž, 1942–3). Je mj. obžalobou psychiatrických metod a podmínek léčby té doby, byť mnozí zpochybnili autenticitu zde popisovaných událostí (Carringtonová píše i o sexuálním zneužívání pacientů apod.).

### Život v Mexiku
Na velvyslanectví uzavřela formální sňatek s mexickým básníkem a diplomatem Renatem Leducem, což jí umožnilo odjet z Evropy. Po roce stráveném v New Yorku odjeli Leduc a Carringtonová do Mexika, které si zamilovala a kde žila po zbytek svého života, ačkoli se v roce 1943 rozvedli. V Mexiku našla domov u surrealistické malířky Remedios Varové, která se načas stala její blízkou přítelkyní a spolu sdílely zájem o okultní vědy a mystiku. Později se provdala za maďarského fotografa Emerica „Chiki“ Weisze, se kterým žila až do jeho smrti v roce 2007. Měli dva syny. Carringtonová žila od roku 1942 převážně v Mexico City, tvořila obrazy a sochy, psala a stala se zakládající členkou tamního hnutí za osvobození žen.

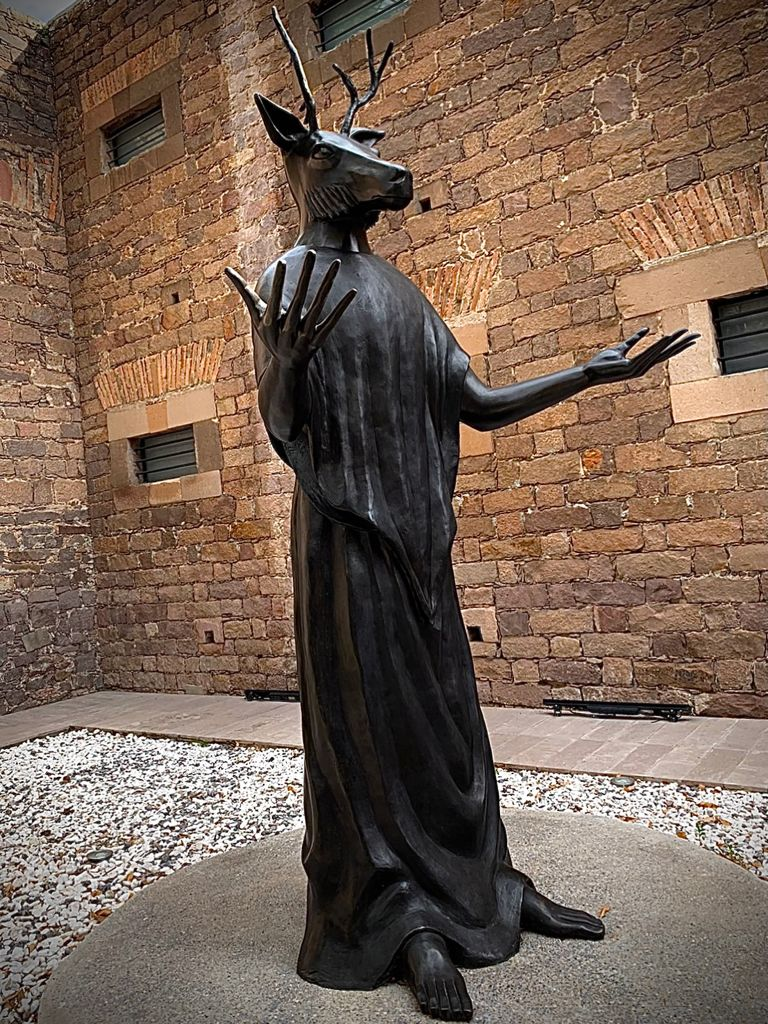
socha v muzeu Leonory Carringtonové v Potosí

Po válce se jejím patronem stal surrealistický básník a sběratel Edward James, který koupil mnoho jejích obrazů. Zařídil její účast na mezinárodní surrealistické výstavě v galerii Pierra Matisse v New Yorku v roce 1947. Byla jedinou ženskou anglickou surealistickou malířkou a téměř přes noc se stala celebritou. Hodně ji podporoval také André Breton, který ji přiměl literárně zpracovat její zážitek psychotického propadu.

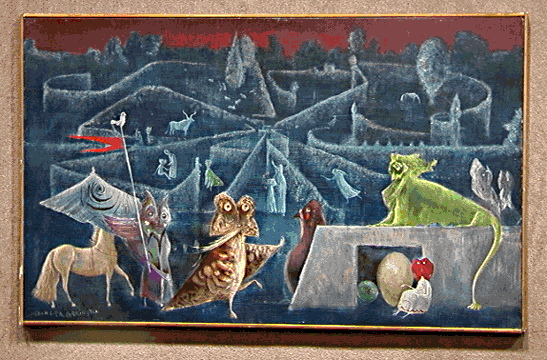
Uluovy kalhoty (1952)

V Mexiku se prohloubil její zájem o alchymii, kabalu a mayskou mystiku. Zvláště mayská kniha Popol Vuh se stala jejím velkým inspiračním zdrojem (např. nástěnná malba El Mundo Magico de los Mayas z roku 1963, která se dnes nachází v Museo Nacional de Antropología v Ciudad de Mexico). S využitím mytologie ze starověkých kultur Irska, Walesu, západní Evropy a Středního východu ukázala běžnou matriarchální společnost, která byla zničena hrubou silou, aby byla zavedena patriarchální struktura. Zvláštní váhu pro ni získal symbol hyeny, který prostupuje její tvorbou z mexického období, a také koně, který ji prý ale pronásledoval od dětství (např. The Horses of Lord Candlestick). Další opakující se motiv je vejce, které naznačuje plodnost a nový život. Mezi její nejznámější práce z přelomu čtyřicátých a padesátých let 20. století, v nichž se projevuje její fascinace mýty a legendami, patří Protější dům (The House Opposite,1945), Obryně–Strážkyně vejce (The Giantess–The Guardian od the Egg, 1947), Pokušení sv. Antonína (The Temptation of St. Anthony, 1947), Tři ženy kolem stolu (Three women around the table, 1951) nebo Uluovy kalhoty (Ulu’s pants, 1952). 
V 60. letech žila nějaký čas v New Yorku, ale vrátila se do Mexika. Začala se také angažovat v boji za práva žen, roku 1973 navrhla plakát Mujeres conciencia pro ženské mexické hnutí. V roce 1986 získala cenu za celoživotní přínos emancipaci žen na sjezdu ženského výboru pro umění OSN v New Yorku.  Měla i osobitou teorii ženství a ženské sexuality. Na rozdíl od pozdějších feministických teoretiček ale trvala na tom, že základní ženskou zkušeností je mateřství ("My, ženy, jsme zvířata podmíněná mateřstvím", napsala jednou.) V roce 1974 vyšel její román The Hearing Trumpet (Naslouchadlo), surrealistický příběh stárnoucí ženy, kterou její rodina chce umístit do ústavu.
Během 90. let vytvořila obrovské bronzové sochy, které byly veřejně vystavovány na ulicích Mexico City několik měsíců v roce 2008. V závěru života malovala občas také portréty. V roce 2005 Leonora Carringtonová obdržela mexickou národní cenu za vědu a umění. Ve své vlasti, v Anglii, nebyla dlouho vnímána, svou první výstavu zde měla až roku 2010. Britská aukční síň Christie's vydražila její obraz Žonglér (El Juglar) v roce 2005 za 436 000 liber, což byla nejvyšší cena za surrealistické dílo žijícího umělce.
Leonora Carringtonová zemřela 25. května 2011 ve věku 94 let v nemocnici v Mexico City v důsledku komplikací způsobených zápalem plic.
V roce 2018 bylo v San Luis Potosí v Mexiku otevřeno muzeum Leonory Carringtonové. 